# Armando Fortune
Armando Fortune (Panamá, 16 de febrero de 1921–26 de marzo de 1979) fue un investigador y autor panameño, cuyos ensayos tratan temas como la herencia cultural africana en Panamá, los negros y cimarrones en la historia panameña, la esclavitud en América y la identidad afropanameña.
La mayoría de sus ensayos fueron publicados en la Revista Lotería. En 1984, el sociólogo Gerardo Maloney compiló su obra en el libro Armando Fortune: Obras selectas.

## Biografía
Armando Fortune, llamado afectuosamente por sus compañeros como ‘Nene’, nació en Panamá el 16 de febrero de 1921. Estudió en el Instituto Nacional de Panamá. Obtuvo la licenciatura en Economía a los veintinueve años, en 1950. Cuatro años más tarde, comenzó a ejercer como profesor de economía en la universidad. Fue secretario de Ricardo J. Alfaro.
Fue presidente honorario del Primer Congreso de Minorías Afroasiáticas (1975), y delegado de Panamá para el Primer Congreso de Cultura Negra de Cali (1977). Sentía cierta admiración por el cimarrón Felipillo.
Armando Fortune fue miembro de número de la Academia Panameña de la Historia y correspondiente de la Real Academia de la Historia de España.

## Publicaciones
- «Los primeros negros en el Istmo de Panamá». Lotería. vol. XII (143): 41. octubre de 1967.
- «Los negros cimarrones en Tierra Firme y su lucha por la libertad». Lotería (171): 17-43. 1970.
- «El esclavo negro en el desenvolvimiento económico del Istmo de Panamá, durante el Descubrimiento y la Conquista (1501 – 1532)». Lotería (228): 1-16. febrero 1975.
- Fray Bartolomé de las Casas y la Esclavitud del Negro – Mimeografiado (original).
- Los Negros Cimarrones en Tierra Firme y su Lucha por la Libertad – Boletín de Academia Panameña de la Historia Tercera Época – Enero a Marzo – 1975 No. 2
- Bayano: precursor de la libertad de los esclavos – Mimeografiado (original).
- Los orígenes africanos y mestizaje étnico del panameño negro a comienzos del siglo XVII – original mimeografiado.
- Orígenes extra africanos y mestizaje étnico del Panameño Negro a Comienzos del Siglo XVII – original mimeografiado-.
- Mestizaje en el Istmo de Panamá a comienzos del Siglo XVII – Lotería – Marzo 1977 No. 263
- «El negro en la vida y cultura colonial de Panamá». Lotería. vol. XVI (170). enero de 1970.
- La sociedad de estudios afropanameños –Lotería- II Época – Diciembre 1965 No. 120-121.
- Los elementos humanos de Panamá y su aporte a la panameñidad Lotería No. 208 Abril-Mayo 1973.
- El prejuicio y la discriminación como causas de disturbios y conflictos de la personalidad –Lotería- Julio y Agosto 1966, No. 126 y No. 129.
- Presencia africana en la música panameña –Lotería- Octubre 1973 No. 213.
- Bolívar y la fraternidad étnica americana –Boletín- Presencia de Bolívar –Sesquicentenario del Congreso Anfictiónico-.
- Bolívar y la abolición de la esclavitud –Original Mimeografiado-.

Véase Revista Lotería.